# Arbutus pavarii
Arbutus pavarii é uma espécie de plantas com flor da família das Ericaceae, endémica das montanhas de Jebel Akhdar na região costeira da Líbia (Cirenaica).